# South Park: The Fractured but Whole
South Park: The Fractured but Whole é um jogo eletrônico do gênero RPG, lançado em 2017, desenvolvido pelo estúdio Ubisoft San Francisco (USF) e publicado pela Ubisoft, em parceria com a South Park Digital Studios. Baseado na série animada norte-americana South Park, o título constitui a sequência direta de The Stick of Truth, lançado em 2014. A trama do jogo tem início no dia seguinte aos acontecimentos do título anterior e acompanha o personagem conhecido como "Novato" (New Kid), um recém-chegado à cidade de South Park. Envolvido em uma elaborada brincadeira de faz de conta, o protagonista participa de um conflito entre duas facções rivais de super-heróis, que disputam a criação de suas respectivas franquias de mídia. Entretanto, o que começa como um simples jogo infantil acaba por desvendar, inadvertidamente, uma conspiração que visa aumentar os índices de criminalidade na cidade. Diante disso, os personagens se veem obrigados a enfrentar uma série de ameaças, incluindo supervilões, monstros geneticamente modificados, forças policiais, organizações criminosas e um novo líder do submundo local.
O jogo é apresentado a partir de uma perspectiva em terceira pessoa no estilo 2.5D, com uma estética que remete fielmente à da série televisiva original. O personagem controlado pelo jogador pode explorar livremente a cidade de South Park, interagir com diversos personagens, cumprir missões e desbloquear novas áreas conforme progride na narrativa principal. Ao longo da jornada, o jogador pode escolher entre até dez arquétipos de super-heróis, cada um com habilidades distintas. Durante os confrontos, é possível contar com até três aliados para enfrentar os inimigos por meio de ataques corpo a corpo, ataques à distância e até mesmo habilidades cômicas, como flatulências poderosas. As batalhas ocorrem em um tabuleiro dividido em grades, permitindo livre movimentação dos personagens. Cada ataque possui uma área de efeito específica, exigindo um posicionamento estratégico tanto para ofensiva quanto para defesa.
Após a aquisição dos direitos de The Stick of Truth pela Ubisoft, em 2013, a empresa transferiu o desenvolvimento da sequência, originalmente conduzido pela Obsidian Entertainment, para a subsidiária de São Francisco. Os criadores de South Park, Trey Parker e Matt Stone, decidiram optar pelo desenvolvimento do jogo após uma fase de indecisão entre essa opção e a produção de um filme. Eles estiveram diretamente envolvidos na produção do jogo, participando desde a elaboração do roteiro até a dublagem de diversos personagens. O compositor da série, Jamie Dunlap, colaborou na criação da trilha sonora do jogo juntamente com a equipe da USF, desenvolvendo composições fortemente inspiradas nas trilhas sonoras de diversos filmes do gênero de super-heróis.
Assim como seu predecessor, o lançamento de The Fractured but Whole sofreu diversos adiamentos. Inicialmente previsto para dezembro de 2016, o jogo teve seu lançamento postergado por quase um ano. Foi disponibilizado mundialmente para PlayStation 4, Windows e Xbox One em 17 de outubro de 2017. A obra recebeu avaliações predominantemente positivas, destacando-se as melhorias implementadas e a criatividade nos cenários de combate, bem como a fidelidade ao material original. No entanto, as críticas acerca da narrativa mostraram-se divergentes; enquanto alguns avaliadores a consideraram uma evolução bem-humorada, outros julgaram-na menos eficaz, atribuindo tal percepção à dependência excessiva do humor escatológico. Posteriormente, foram disponibilizadas missões adicionais à história por meio de conteúdo para download (DLC), além do lançamento de uma versão para Nintendo Switch em 2018.

## Jogabilidade
The Fractured but Whole é um jogo eletrônico de RPG com perspectiva em terceira pessoa e estilo visual em 2,5D. O jogador assume o controle do personagem conhecido como "Novato", explorando livremente a cidade fictícia de South Park, localizada no estado do Colorado. O título conta com um sistema de viagem rápida, permitindo o deslocamento imediato entre pontos previamente desbloqueados no mapa.
O título oferece ao jogador a opção de selecionar um entre dez arquétipos de super-heróis: o Velocista (Speedster), caracterizado por sua agilidade; o Brutalista (Brutalist), especializado em ataques de curto alcance com alto dano; o Atirador (Blaster), que atua à distância com dano moderado; o Elementalista (Elementalist), com habilidades relacionadas a fenômenos climáticos; o Ciborgue (Cyborg), voltado à absorção de ataques; o Psíquico (Psychic), que combate à distância com efeitos de status; o Assassino (Assassin), focado na furtividade; o Engenhocador (Gadgeteer), usuário de dispositivos tecnológicos; o Plantomante (Plantmancer), dotado de capacidades curativas; e o Artista Marcial (Martial Artist), que combina força física e agilidade. Inicialmente, apenas três opções estão disponíveis: Atirador, Velocista e Brutalista. No entanto, à medida que a narrativa avança, o Novato obtém acesso a todas as dez classes, podendo combiná-las livremente. Dessa forma, é possível, por exemplo, utilizar simultaneamente disparos flamejantes do Atirador, ataques cortantes com facas do Assassino e técnicas de combate corpo a corpo do Artista Marcial. O jogador pode configurar até quatro habilidades para uso em combate: três ataques convencionais e um ataque supremo. Os ataques supremos tornam-se disponíveis apenas quando a Barra Suprema (compartilhada entre o Novato e seus aliados) é completamente preenchida. Essa barra é carregada por meio da execução bem-sucedida de comandos sincronizados durante ações ofensivas e defensivas. Ao longo do jogo, é possível selecionar até três companheiros (de um total de doze personagens disponíveis) para acompanhar o protagonista nas batalhas. Cada aliado dispõe de três habilidades distintas, além de um ataque supremo próprio.

O Novato e seus aliados engajam-se em combate contra as garotas do Raisins. No canto inferior esquerdo da tela, são exibidas as opções de ataque disponíveis, enquanto o canto inferior direito apresenta a ordem dos turnos. A grade de batalha destaca, em azul, a área de movimentação do personagem, ao passo que uma grade vermelha indica o alcance do ataque selecionado.

The Fractured but Whole preserva a mecânica de combate por turnos introduzida no título anterior, The Stick of Truth. Diferentemente deste, no entanto, os confrontos ocorrem em uma grade de tamanho variável, permitindo que o jogador e os inimigos se movimentem livremente com o objetivo de explorar vantagens estratégicas. Essa grade pode incluir elementos de risco ambiental, como barris de produtos químicos explosivos e lava. As ações de combate são selecionadas por meio de um menu, podendo ser aprimoradas por pressionamentos de botão em momentos específicos, a fim de causar dano adicional. Da mesma forma, ao reagir com precisão temporal aos ataques inimigos, o jogador pode recuperar parte da saúde perdida e acelerar o preenchimento da Barra Suprema. As ofensivas disponíveis abrangem uma variedade de efeitos, incluindo habilidades com impacto de recuo (knockback), capazes de reposicionar forçadamente adversários no campo de batalha. Além disso, é possível aplicar condições adversas como envenenamento, congelamento, queimadura e sangramento, todos causadores de dano contínuo ao longo dos turnos.
Cada ataque incide sobre uma área específica da grade de combate, exigindo do jogador um posicionamento estratégico tanto para maximizar o alcance ofensivo quanto para minimizar a exposição a investidas inimigas. É possível ampliar o dano causado ao empurrar adversários uns contra os outros ou contra aliados, aproveitando o espaço tático do cenário. Durante as batalhas, itens de cura podem ser utilizados, embora cada uso consuma um turno. O jogador pode, ainda, coletar artefatos e equipamentos que aumentam seu nível de poder, contribuindo para a melhoria do desempenho em combate e proporcionando benefícios adicionais, como o incremento da defesa. Com a progressão de nível, torna-se possível equipar uma quantidade maior desses artefatos, ampliando as possibilidades estratégicas durante as batalhas. O personagem principal dispõe ainda de um slot de DNA, por meio do qual é possível aplicar sequências genéticas que aprimoram atributos específicos, denominados Força, Inteligência, Saúde, Espírito e Mobilidade. O personagem não jogável conhecido como PC, diretor da escola, tem a função de instruir o jogador na identificação de microagressões presentes nos diálogos dos inimigos. O reconhecimento dessas situações concede ao jogador a oportunidade de realizar um ataque adicional sem custo durante o combate. Determinados personagens, como Jimbo e Ned, Classi, Gerald Broflovski e Moisés, podem ser invocados em batalha. Enquanto Moisés atua curando todos os aliados, os demais executam ataques de grande poder destrutivo.
O Novato possui a capacidade de manipular o tempo por meio de seus peidos, habilidade que pode ser empregada em combate para interromper temporariamente o turno de um oponente, pausar o tempo a fim de reposicionar-se na grade e causar dano fora da ordem normal dos turnos, ou ainda invocar uma versão passada de si mesmo para auxiliá-lo na batalha. Fora do contexto de combate, os poderes flatulentos do Novato também podem ser utilizados para reverter o tempo, restaurar objetos danificados, ou pausar o tempo com o intuito de evitar obstáculos ou atingir alvos em movimento acelerado. Determinadas áreas da cidade permanecem inacessíveis até que o jogador obtenha a colaboração de aliados específicos, capazes de interagir com os poderes do Novato para transpor barreiras. Entre esses aliados estão: Capitão Diabetes, cuja fúria permite mover objetos de grande porte; Pipa Humano, que pode voar levando o Novato até locais de difícil acesso; Ferramenta, cujo soprador de areia é capaz de eliminar trilhas de lava que, de outro modo, fariam o jogador explodir; e Professor Caos, que emprega um hamster lançado a partir do reto do Novato para alcançar e sabotar painéis elétricos.
O jogador tem a possibilidade de personalizar diversos aspectos do Novato a qualquer momento durante a partida, incluindo aparência física, superpoderes, identidade de gênero, orientação sexual, raça e etnia. As opções de gênero disponíveis compreendem masculino, feminino e não binário. Itens de vestuário podem ser coletados ao longo do jogo, bem como combinados e recoloridos conforme a preferência do jogador, embora tais elementos sejam estritamente estéticos e não exerçam qualquer influência sobre as habilidades do personagem. A seleção da raça do Novato é apresentada por meio de uma barra que simboliza o nível de dificuldade: tons de pele mais claros correspondem ao modo fácil, enquanto tons mais escuros são associados a um grau maior de dificuldade. Essa escolha, contudo, não afeta os combates em si, mas interfere na quantia de dinheiro obtida durante o jogo e na forma como certos personagens interagem com o principal, refletindo sutis comentários sociais incorporados à narrativa.
O jogo apresenta três níveis distintos de dificuldade de combate, os quais determinam a força relativa dos inimigos em relação ao jogador: "Casual" (inimigos mais fracos), "Heróico" (dificuldade padrão) e "Mente-Mestra" (inimigos mais poderosos). Um sistema de criação permite ao jogador utilizar materiais adquiridos por meio de coleta ou compra, tais como fita adesiva, cola, garrafas de bebida isotônica e itens relacionados a tacos, para confeccionar diversos objetos, incluindo burritos e quesadilhas com propriedades curativas, trajes alternativos e artefatos. A exploração do mundo do jogo é incentivada por meio de atividades paralelas de caráter cômico e colecionável, como utilizar vasos sanitários em um minijogo de defecação, localizar obras de arte yaoi que retratam cenas íntimas entre os personagens Tweek e Craig, ou ainda tirar selfies com os habitantes da cidade a fim de conquistar seguidores no Coonstagram, uma paródia da rede social Instagram. A obtenção de um número mínimo de seguidores é, inclusive, requisito para a progressão em determinadas missões da narrativa principal. O telefone celular do personagem funciona como interface principal do menu do jogo, reunindo funcionalidades como inventário, perfis de personagens e o acompanhamento de missões em andamento.

## Sinopse
The Fractured but Whole é ambientado na cidade fictícia de South Park, situada nas Montanhas Rochosas do Colorado. Os eventos do jogo têm início no dia seguinte aos acontecimentos de seu antecessor, The Stick of Truth, com o jogador assumindo novamente o controle do Novato, um protagonista silencioso. Desta vez, as crianças da cidade abandonam a narrativa de RPG de fantasia anteriormente adotada e passam a interpretar super-heróis, com o objetivo de criar uma franquia midiática inspirada no universo dos quadrinhos. No entanto, divergências quanto à divisão de protagonismo e aos direitos sobre possíveis adaptações, como filmes e séries para plataformas de streaming, especialmente a Netflix, levam à formação de duas facções rivais: Guaxinim e Amigos e os Companheiros da Liberdade. As duas equipes passam a disputar entre si para definir qual grupo conseguirá lançar sua franquia primeiro.
O grupo Guaxinim e Amigos, liderado pelo manipulador Guaxinim (alter ego de Eric Cartman), opera a partir do chamado Covil do Guaxinim, localizado no porão da residência de Cartman. Entre seus integrantes estão o Pipa Humano (Kyle Broflovski), o Mosquito (Clyde Donovan), o Passo Rápido (Jimmy Valmer), Super Craig (Craig Tucker) e o Novato. A facção rival é liderada pelo telecinético Dr. Timothy (Timmy Burch) e conta com a participação de Mistério (Kenny McCormick), Ferramenta (Stan Marsh), o controlador climático Tweek Maravilha (Tweek Tweak) e o mecanizado Tupperware (Token Black). Outros personagens heroicos que atuam ao longo da narrativa incluem a habilidosa hacker Garota Ligada (Wendy Testaburger) e o superforte Capitão Diabetes (Scott Malkinson). A jornada dos heróis os leva a confrontar uma variedade de grupos e antagonistas ao longo da narrativa, incluindo idosos da cidade, ninjas contratados, estudantes da sexta série, as atendentes do Raisins (uma paródia do restaurante Hooters), pessoas em situação de rua, Kyle Schwartz (primo de Kyle Broflovski) e o supervilão Professor Caos, identidade secreta de Butters Stotch.
The Fractured but Whole apresenta uma ampla gama de personagens já consagrados da série South Park, entre os quais se destacam: Randy Marsh, pai de Stan; Stephen Stotch, pai de Butters; Gerald Broflovski, pai de Kyle; o diretor da escola, PC; Moisés; o herói aquático Seaman; o orientador escolar Sr. Mackey; o detetive Yates; as strippers Spontaneous Bootay e Classi; Big Gay Al; os aficionados por armas Ned e Jimbo; o Padre Maxi; Jesus Cristo; os Homens-Caranguejo (Crab People); as Frutinhas Nostálgicas (Memberberries); o Towelie; e um peixe gay inspirado no músico Kanye West. Adicionalmente, o jogo conta com a participação de Morgan Freeman, que aparece como o proprietário de uma loja de tacos. Diversas locações da série estão presentes no jogo. Entre elas, destacam-se o restaurante City Wok, o clube de strip-tease Peppermint Hippo, a residência de Kenny localizada no bairro abandonado e posteriormente gentrificado SoDoSoPa, e a sofisticada região de Shi Tpa Town, que abriga o bar do Skeeter e a loja de armas de Jimbo. Outros cenários notáveis incluem a Fazenda das Memberberries e a estrada que leva ao Canadá. Grande parte dos personagens presentes no jogo é dublada pelos próprios criadores da série, Trey Parker e Matt Stone.

## Desenvolvimento
Em março de 2014, os criadores de South Park, Matt Stone e Trey Parker, declararam estar abertos à possibilidade de desenvolver uma continuação para The Stick of Truth, condicionando tal decisão à recepção crítica e comercial do título. Posteriormente, quando a Ubisoft manifestou interesse em produzir um novo jogo baseado na franquia, Parker e Stone avaliaram a proposta, considerando tanto a possibilidade de uma sequência quanto a de realizar um filme. Preocupados com a manutenção do controle de qualidade da obra, ambos concluíram que, diante de seus compromissos com a série televisiva e responsabilidades pessoais, poderiam se dedicar apenas a um projeto de grande escala naquele momento, optando, assim, por concentrar seus esforços no desenvolvimento do novo jogo.
Durante o desenvolvimento do jogo anterior da Obsidian Entertainment para a THQ, a Ubisoft adquiriu os direitos do título após a falência da publicadora. A empresa optou por desenvolver a sequência internamente, substituindo a desenvolvedora original pela equipe de quase 100 colaboradores da USF. Esta equipe, responsável pela série de jogos musicais Rocksmith, recrutou especialistas em jogos de RPG e em sistemas relacionados. O trabalho de apoio adicional foi realizado pelas unidades da Ubisoft em Osaka e Quebeque, as subsidiárias Annecy e Reflections, além das empresas Blue Byte Software e Massive Entertainment.
Parker e Stone estiveram envolvidos em todas as fases do ciclo de desenvolvimento. No início do processo, ambos se reuniram com a equipe da Ubisoft para definir a história do jogo e identificar os elementos de The Stick of Truth que não correspondiam às suas expectativas. Os desenvolvedores da Ubisoft, incluindo o produtor sênior Jason Schroeder, realizavam visitas aos estúdios de South Park duas vezes por mês, permanecendo por alguns dias, ou conduziam reuniões por videoconferência. Schroeder era responsável por recusar, quando necessário, as solicitações de Parker e Stone. Embora as reuniões continuassem a ocorrer, a disponibilidade de ambos para a equipe da Ubisoft diminuiu à medida que a produção da série animada avançava, devido à pressão do cronograma apertado de desenvolvimento.
A Ubisoft adaptou o Snowdrop, seu motor de jogo proprietário, para possibilitar a importação dos recursos de arte do Autodesk Maya utilizados no programa, em vez de emulá-los, como foi feito em The Stick of Truth. Essa adaptação permitiu à equipe da Ubisoft realizar alterações e ajustes na história do jogo até o final do cronograma de desenvolvimento, o que possibilitou a inclusão de sátiras sobre eventos recentes, que ocorreram apenas meses antes do lançamento, além de incorporar elementos de episódios de *South Park* produzidos durante o processo de desenvolvimento, como o personagem PC e as áreas de gentrificação da cidade. Em relação às modificações de última hora, o produtor sênior Jason Schroeder afirmou: "Se isso não interferir na nossa classificação etária, não deveria ser um problema". O animador sênior Lucas Walker explicou que as mudanças no motor levaram cerca de um ano para serem implementadas, mas ressaltou que eram essenciais para permitir colaborações mais eficientes com os South Park Digital Studios, incluindo o uso das animações esqueléticas originais para emular os movimentos.
Apesar da possibilidade de importar com facilidade os recursos da série South Park, o motor foi desenvolvido especificamente para a criação de ambientes 3D, não sendo adequado para animação 2D. O jogo demandou um trabalho minucioso para adaptar o estilo de movimentação e as expressões dos personagens, de acordo com o programa original. O produtor executivo do jogo, Nao Higo, afirmou que seria inviável para a equipe, de tamanho relativamente reduzido, desenvolver todo o conteúdo necessário, estimando que seriam necessários três a quatro vezes mais funcionários para atender à demanda do projeto. A USF colaborou extensivamente com os South Park Digital Studios, os quais contribuíram na criação de animações e recursos visuais para o jogo.
The Fractured but Whole foi oficialmente revelado ao público em 15 de junho de 2015, durante a conferência de imprensa da Ubisoft na E3 de 2015. Em junho de 2016, foi anunciada a data de lançamento para 6 de dezembro daquele ano. No entanto, em setembro, o lançamento do jogo foi adiado para o início de 2017. Em fevereiro de 2017, ocorreu um novo adiamento, com a data de lançamento sendo definida entre abril de 2017 e março de 2018. Finalmente, em maio de 2017, a data de lançamento definitiva foi estabelecida para 17 de outubro do mesmo ano. Comentando sobre os adiamentos, Higo afirmou que a USF não estava satisfeita com a qualidade do jogo e, portanto, solicitou mais tempo para aprimorá-lo. Esses ajustes frequentemente resultaram em alterações no enredo, seja por questões de ritmo ou de comédia, o que implicava a necessidade de retrabalhar seções inteiras do jogo e seus respectivos recursos. Algumas missões, embora já bastante avançadas em seu desenvolvimento, foram completamente removidas. Diferentemente dos protótipos tradicionais de jogos eletrônicos, nos quais os designers costumam experimentar com demonstrações simples de jogabilidade, a USF optou por confiar de maneira mais substancial em storyboards interativos do roteiro para compreender o ambiente e a narrativa. Parker e Stone forneciam avaliações contínuas, e os designers realizavam ajustes no storyboard até que fosse considerado perfeito. O jogo foi oficialmente enviado para fabricação em 22 de setembro de 2017.

### Escrita
Parker e Stone redigiram o roteiro no software Movie Magic Screenwriter, incluindo direções de cena que foram posteriormente editadas ou adaptadas para a jogabilidade pela designer Jolie Menzel e sua equipe. O roteiro do jogo conta com 360 páginas, o que representa o dobro do tamanho do roteiro do título anterior, correspondendo a aproximadamente quatro ou cinco filmes, conforme afirmado pelo produtor executivo do programa, Frank C. Agnone II. Ao longo da produção, a dupla gravou cerca de 20 mil falas. No entanto, durante esse processo, Parker enfrentou uma complicação de saúde que exigiu uma cirurgia de emergência na vesícula biliar, mas convenceu seu médico a permitir que saísse temporariamente do hospital para gravar as falas. Ao retornar ao hospital, ele expressou a Agnone seu compromisso com o projeto, dizendo: "Eu só quero que esse jogo seja incrível".
Parker e Stone consideraram fundamental evitar que o cenário de super-heróis desviasse a atenção do foco principal da narrativa, que é o retrato de crianças da quarta série interagindo, brincando e se fantasiando de heróis, a fim de enriquecer a experiência de jogo. Stone destacou a importância de preservar o charme dessa brincadeira e de lembrar aos jogadores que os personagens são, na realidade, crianças se divertindo. O conceito inicial de Parker e Stone para o título era The Butthole of Time (O Buraco do Ânus do Tempo), mas a Ubisoft os informou de que os varejistas se recusariam a comercializar um produto com o termo butthole no nome. Parker relatou que passou horas sentado em sua mesa tentando encontrar uma forma de incluir a palavra no título.